# Ippolito Rosellini

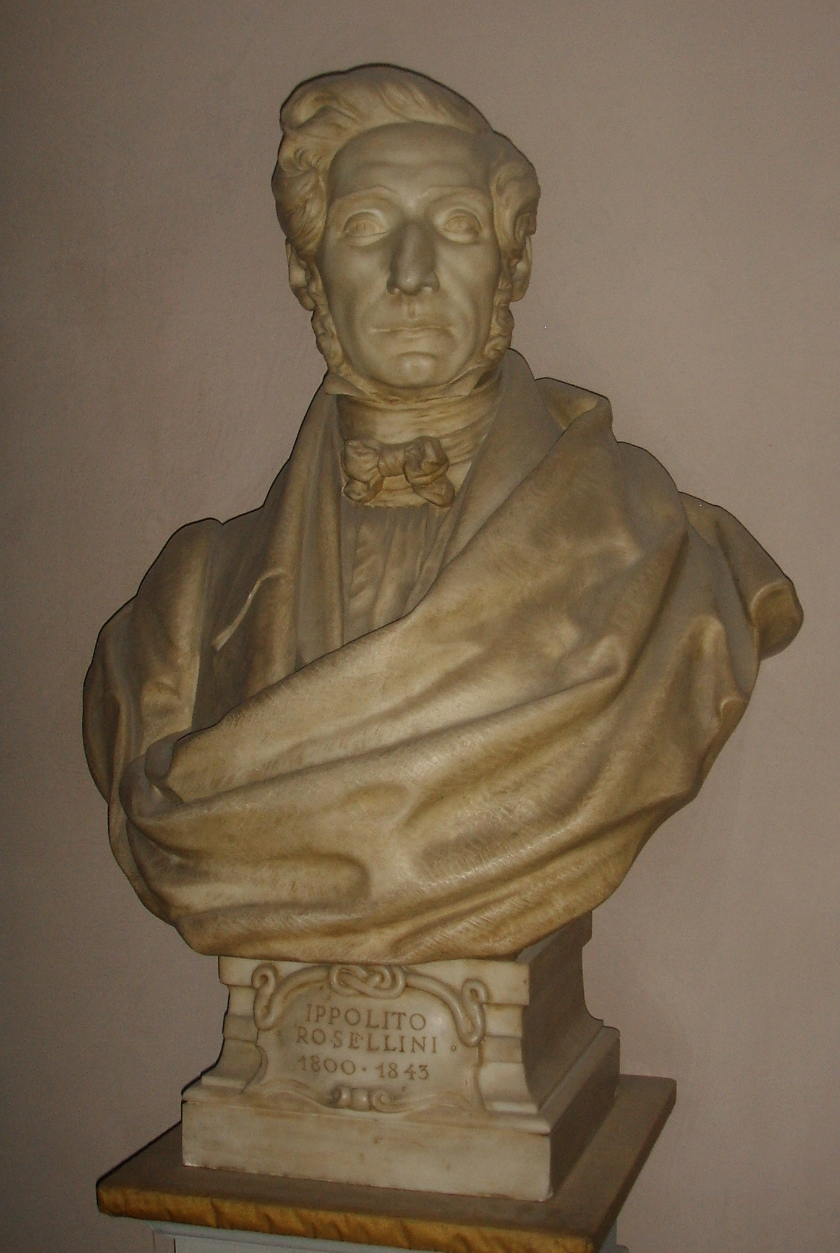
Een buste van Ippolito Rossellini in Florence.

Ippolito Rosellini (Pisa, 13 augustus 1800 – aldaar, 4 juni 1843) is vooral bekend als medewerker van Champollion en was de eerste Italiaanse egyptoloog. 
Hij studeerde Oosterse talen te Bologna. In 1825 leerde hij Champollion kennen die in Italië reisde om papyri te bestuderen. Hij vertrok in 1828 samen met hem naar Egypte om er de talrijke inscripties te bestuderen. Rosellini was vooral verantwoordelijk voor de schetsen, die hij na de dood van Champollion uitgaf. Ook zorgde hij ervoor dat er verschillende vondsten in het Archeologisch museum in Florence terechtkwamen. 
In 1834 werd hij gevraagd om als eerste in Europa Koptisch te doceren aan de universiteit van Pisa.
Van 1835 tot zijn overlijden was hij bibliothecaris van de universiteit. Onder een fraai bewerkte grafsteen is hij begraven in heilige grond (afkomstig uit Palestina) nabij de basiliek van Pisa.
- Bibsys: 1094751
- Biblioteca Nacional de España: XX1749040
- Bibliothèque nationale de France: cb12007768p (data)
- Gemeinsame Normdatei: 119239841
- International Standard Name Identifier: 0000 0001 2121 4479
- Library of Congress Control Number: n83237428
- Nationale Bibliotheek van Tsjechië: ola2002159475
- Nationale Bibliotheek van Israël: 987007276364405171
- Nederlandse Thesaurus van Auteursnamen: 070132844
- Réseau des bibliothèques de Suisse occidentale: 02-A000139385
- Istituto Centrale per il Catalogo Unico: RAVV081827
- SNAC: w64g4cv5
- Système universitaire de documentation: 028192877
- Virtual International Authority File: 14780499
- WorldCat: E39PBJtCCwDG9Cr7hJjT6jxv73